# Medetera penicillata
Medetera penicillata är en tvåvingeart som beskrevs av Negrobov 1970. Medetera penicillata ingår i släktet Medetera och familjen styltflugor. Inga underarter finns listade i Catalogue of Life.